# إنترلوكين 2
الانترلوكين-2:
يعرف باسم عامل نمو الخلايا التائية، و ينتج بشكل خاص من قبل الخلايا التائية وخاصة الخلايا التائية المساعدة. هو عبارة عن بروتين سكري، قسمه البروتيني مكون من سلسلة بولي ببتيد واحدة.
يُحدث الانترلوكين- 2 تأثيراته الحيوية من خلال ارتباطه مع مستقبله الخاص على سطح الخلايا والمكون من 3 سلاسل بولي ببتيد ( α,β،γ) عابرة لغشاء الخلية الحساسة.يمكن للوحيدة α أن ترتبط مع IL-2 و لكن بألفة خفيفة، بينما الوحيدة γ لا تتفاعل بشكل مباشر مع IL-2. ترتبط المعقدات الثنائية المختلفة مثل αγ أو γβ مع IL-2 بألفة متوسطة، بينما تشكل المعقدات الثلاثية المكونة من αβγ مسقبل ال IL-2 الحقيقي ذو الألفة العالية.
يحفز ارتباط IL-2 مع مستقبله الخاص نمو وتمايز الخلايا التي تلعب دورا ً أساسيا ً في الاستجابة المناعية. تتحرض اللمفاويات التائية الهادئة من خلال الارتباط المباشر مع شدفة من المستضد المعروض على سطح البالعات الكبيرة في سياق MHC، مما يؤدي إلى تحريض التعبير عن 70 مورثة تلعب منتجاتها دورا ً هاما ً في المناعة، ومن هذه المنتجات:
السيتوكينات وأهمها IL-2 و مستقبلات الستوكينات وبشكل خاص الوحيدة α من مستقبل IL-2 ( حيث يبدو أن اللمفاويات التائية تعبر عن الوحيدات β و γ بشكل ثابت) و بالتالي يتشكل المعقد αβγ عالي الألفة للانترلوكين- 2 مما يجعل اللمفاويات التائية حساسة جدا ً لل IL-2 الذي يعمل كعامل نمو لها. كذلك يعمل IL-2 كعامل نمو للمفاويات البائية المفعلة فيحرض تكاثرها وزيادة إنتاجها وإفرازها للأضداد. يلعب أيضا ً IL-2 دورا ً في نمو الخلايا القاتلة الطبيعية و تمايزها إلى خلايا أكثر قدرة على قتل خلية ورمية و الخلايا المخموجة بالفيروسات.
نتيجة لهذه التأثيرات المقوية للمناعة يتم الآن استخدام IL-2 لتحسين الاستجابة المناعية للسرطانات، الأنماط المختلفة من عوز المناعة والأمراض الإنتانية.

## إنتاج الانترلوكين- 2
يتم إنتاجه بكميات كبيرة للاستخدام الطبي من خلال تقنية ال DNA المأشوب باستخدام جراثيم E. Coli، وبالرغم من عدم قدرة E. Coli على إضافة جذر الغليكوزيل بعد انتهاء التصنيع فإن الفعالية الحيوية للانترلوكين لا تتأثر.

## الانترلوكين- 2 و معالجة السرطان
أثبتت الدراسات أن التنبيه المناعي يؤدي إلى تحسين كشف وتدمير الأورام بغض النظر عن آلية الهروب التي يتبعها هذا الورم، لذا تم استعمال IL-2 في تطبيقات عديدة وذلك لدوره الأساسي كمنبه للمناعة. حيث وجد أن إعطاء ال IL-2 يحفز ال NK على تدمير الخلايا الورمية، كما أن الخلايا السامة للخلية والمحرضة بال IL-2 أظهرت قدرة كبيرة على قتل الخلايا الورمية وبالتالي تراجع الأورام بشكل كلي أو جزئي.

## تثبيط فعالية الانترلوكين-2
نحتاج أحيانا ً إلى إعطاء عوامل مثبطة للمناعة بسبب بعض الحالات المرضية الناتجة عن النظام المناعي بحد ذاته مثل: أمراض المناعة الذاتية وحالات زرع الأعضاء. و أفضل تلك العوامل هي التي تمنع تصنيع IL-2 مثل cyclosporine A. و هناك أيضا ً طرق بديلة تؤثر على فعالية IL-2 منها:
- إعطاء أشكال منحلة من مستقبلات IL-2 تتنافس مع المستقبلات الموجودة على سطح الخلية.
- إعطاء أضداد وحيدة النسيلة قادرة على الارتباط مع مستقبل IL-2 مع التأكد من أن هذه الأضداد غير قادرة بحد ذاتها على بدء تنبيغ الإشارة بعد ارتباطها مع المستقبل.
- إعطاء مشابهات IL-2 قادرة على الارتباط مع المستقبل بدون بدء تنبيغ الإشارة.
- إعطاء IL-2 مرتبط بجرثوم أو ذيفانات أخرى، وبالتالي عند ارتباط ال IL-2 مع المستقبل يحرض بذلك تدمير الخلايا الحاوية على المستقبلات من خلال الخلايا التائية والبائية التي تتعرف على المستضد المرتبط بال IL-2.

## انظرأيضا
- سرطان الخلايا الكلوية